# Gavazzana
Gavazzana (piemontesisch Gavassàuna) ist eine Fraktion der Gemeinde Cassano Spinola in der italienischen Provinz Alessandria (AL), Region Piemont.
Die Gemeinde Gavazzana wurde am 1. Januar 2018 in die Gemeinde Cassano Spinola eingegliedert. Sie hatte zuletzt 175 Einwohner (Stand 31. Dezember 2016) auf einer Fläche von 3 km². Die Nachbargemeinden waren Cassano Spinola, Sant’Agata Fossili und Sardigliano.

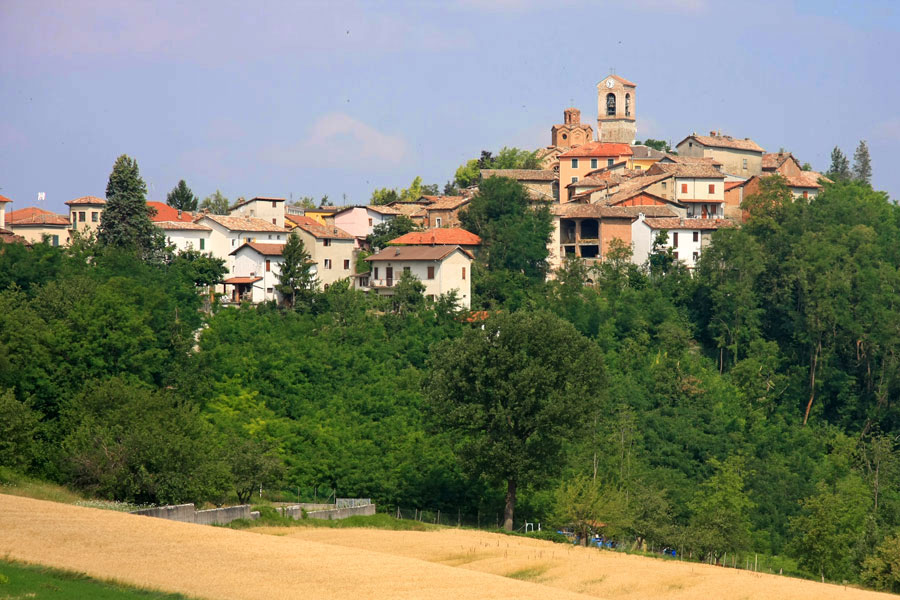
Gavazzana panorama